# İmamqulubəyli (Bərdə)
İmamqulubəyli è un comune dell'Azerbaigian situato nel distretto di Bərdə. Conta una popolazione di 624 abitanti.